# ジェット・パイロット
『ジェット・パイロット』（Jet Pilot）は、ジョセフ・フォン・スタンバーグ監督、ジュールス・ファースマン製作・脚本、ハワード・ヒューズ提供、ジョン・ウェイン及びジャネット・リー出演の1957年のアメリカ合衆国の戦争・冒険・恋愛映画である。
撮影は1949年に始まり、18ヶ月以上続いた。撮影最終日は1953年5月であったが、テクニカラー・フィルムをヒューズが手直しさせたために公開は1957年まで延び、その間に配給はRKOからユニバーサル・ピクチャーズに移った。
1949年10月から1950年2月までにスタンバーグが作業した後、フィリップ・コクラン（空中場面の監修）、ファースマン、エドワード・キリー（ユニット・プロダクション・マネージャー）、バイロン・ハスキン、ドン・シーゲル、そしてヒューズ自身が追加で監督を務めた（シーゲルの監督箇所は結局使用されず）。彼らはいずれも監督または第二班監督としてはクレジットされていない。

## キャスト
| 役名                     | 俳優                     | 日本語吹替                               |
| 役名                     | 俳優                     | 日本テレビ版                             |
| ------------------------ | ------------------------ | ---------------------------------------- |
| ジム・シャノン大佐       | ジョン・ウェイン         | 小林昭二                                 |
| アンナ・マラドーニャ中尉 | ジャネット・リー         | 上田みゆき                               |
| レックスフォード少佐     | ポール・フィックス       | 宮内幸平                                 |
| ブラック少佐             | ジェイ・C・フリッペン    | 塩見竜介                                 |
| ジョージ・リバーズ       | リチャード・ローバー     | 宮川洋一                                 |
| ソフロフ大佐             | ローランド・ウィンタース | 藤本譲                                   |
| ランガード将軍           | アイヴァン・トリーソール | 須藤健                                   |
| マトフ大佐               | ハンス・コンリード       | 家弓家正                                 |
| 不明 その他              |                          | 仲木隆司 嶋俊介 小島敏彦 峰恵研 小宮和枝 |
| 日本語版スタッフ         |                          |                                          |
| 演出                     | 演出                     | 福永莞爾                                 |
| 翻訳                     | 翻訳                     | 平田勝茂                                 |
| 効果                     |                          |                                          |
| 調整                     |                          |                                          |
| 制作                     | 制作                     | 東北新社                                 |
| 解説                     | 解説                     | 水野晴郎                                 |
| 初回放送                 | 初回放送                 | 1978年8月2日 『水曜ロードショー』        |

## 評価
エルンスト・ルビッチの『ニノチカ』（1939年）、『同志X』（1940年）、直近の『ロマンス・ライン』（1956年）といった類似の成功作と比較して『ジェット・パイロット』の評価は乏しかった。『ニューヨーク・タイムズ』のボズレー・クラウザーは「弱い脚本、不十分な演出、冷ややかな演技」のために「愚かで痛恨」なものになっており、ヒューズの『地獄の天使』とは程遠いと結論づけた。
空中シーンの多くは1950年代初頭に撮影されており、航空ファンには歴史的好奇心をもたらしている。
ロケ撮影は主にエドワーズ空軍基地とハミルトン空軍基地で行われ、アメリカ空軍の全面的な協力を得た。飛行シーンの撮影は、ノースアメリカン B-45 トルネード爆撃機が撮影機として使われた。チャック・イェーガーが、この映画の飛行士としてアメリカ空軍から任命された。イェーガーは1950年5月20日、この映画のためにベルX-1で飛行した。
初期のシーンに描かれたF-86Aセイバージェットは、1949年に機種転換され、アメリカ空軍で最初にこの装備を装備した部隊である第94戦闘飛行隊の実際の運用機であった。イェーガーは、一連のアクロバット飛行で F-86Aセイバージェットを飛行させた。
敵の空軍基地のロケ撮影はジョージ空軍基地で行われた。この基地は第二次世界大戦時の建造物の多くが残っている。
冒頭に登場する「Yak-12」は黒く塗装されたロッキード T-33 シューティングスターである。「母機」はボーイング B-50である。黒い戦闘機はノースロップ F-89 スコーピオンである。敵の追跡機に F-86Aセイバージェットが使用されているが、シルエットを不明瞭に塗装されている。